# Berotha piepersii
Berotha piepersii är en insektsart som beskrevs av Van der Weele 1904. Berotha piepersii ingår i släktet Berotha och familjen Berothidae. Inga underarter finns listade i Catalogue of Life.